# Moskva (motorfiets)

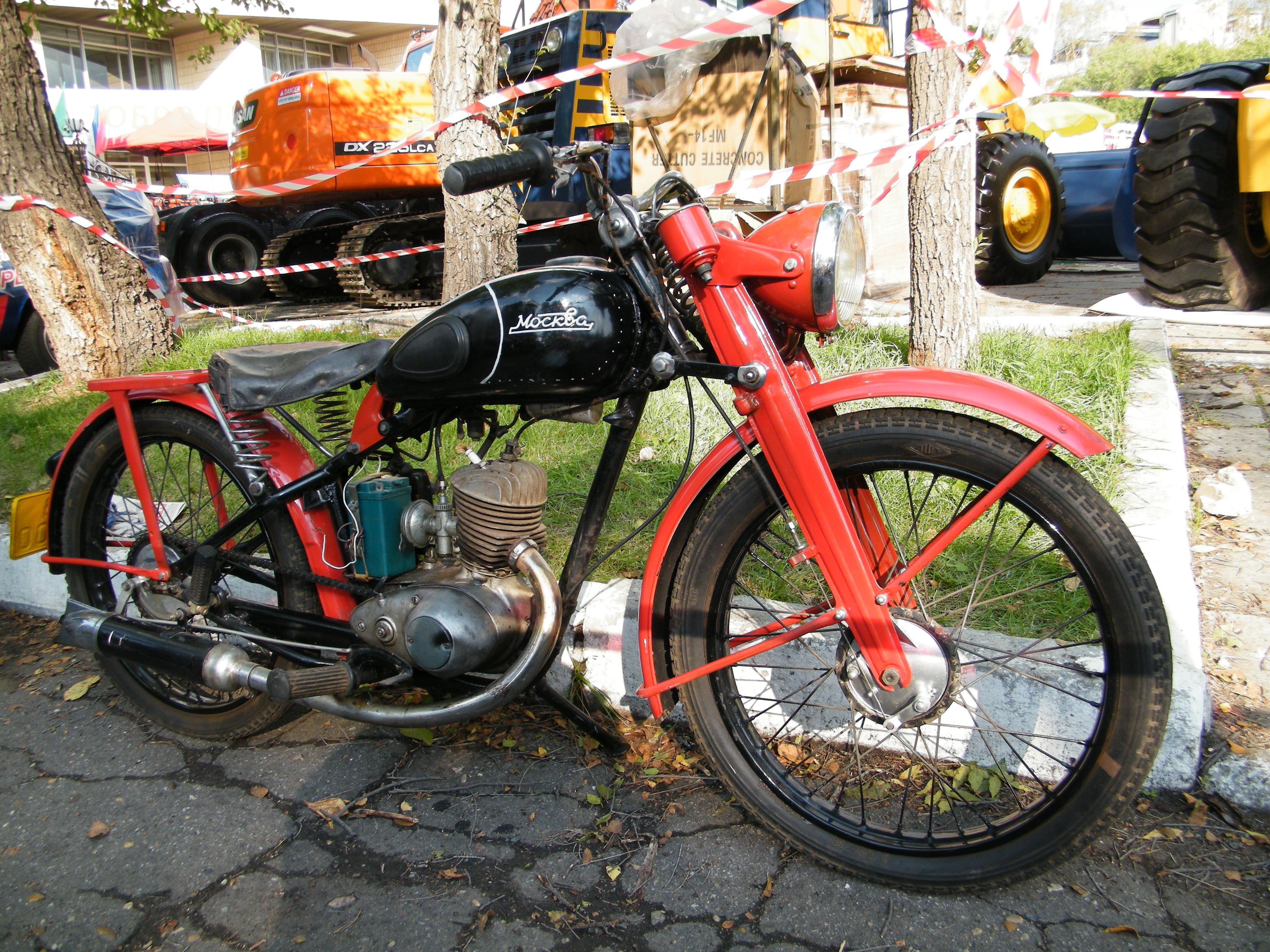
Motorfiets Moskva. Het merk Kovrovets produceerde vrij gelijkaardige motorfietsen, aangeduid als het type K125

Moskva is een historisch merk van motorfietsen.
Russisch merk dat vanaf 1940 voor het Sovjetleger de zware M 72 V-twins bouwde. Na de oorlog ging Moskva 123- en 174 cc tweetakten produceren. Ook bouwde men de M 31, een 346 cc kopklepper en de M 61, een 592 cc boxer die veel van een BMW weg had. De opvolger van het merk Moskva is Voskhod. De naamswijziging vond waarschijnlijk tussen 1961 en 1965 plaats.